# Dryopteris dilatata x filix mas
Dryopteris dilatata x filix mas là một loài dương xỉ trong họ Dryopteridaceae. Loài này được Litard. mô tả khoa học đầu tiên năm 1911.
Danh pháp khoa học của loài này chưa được làm sáng tỏ. 

## Hình ảnh

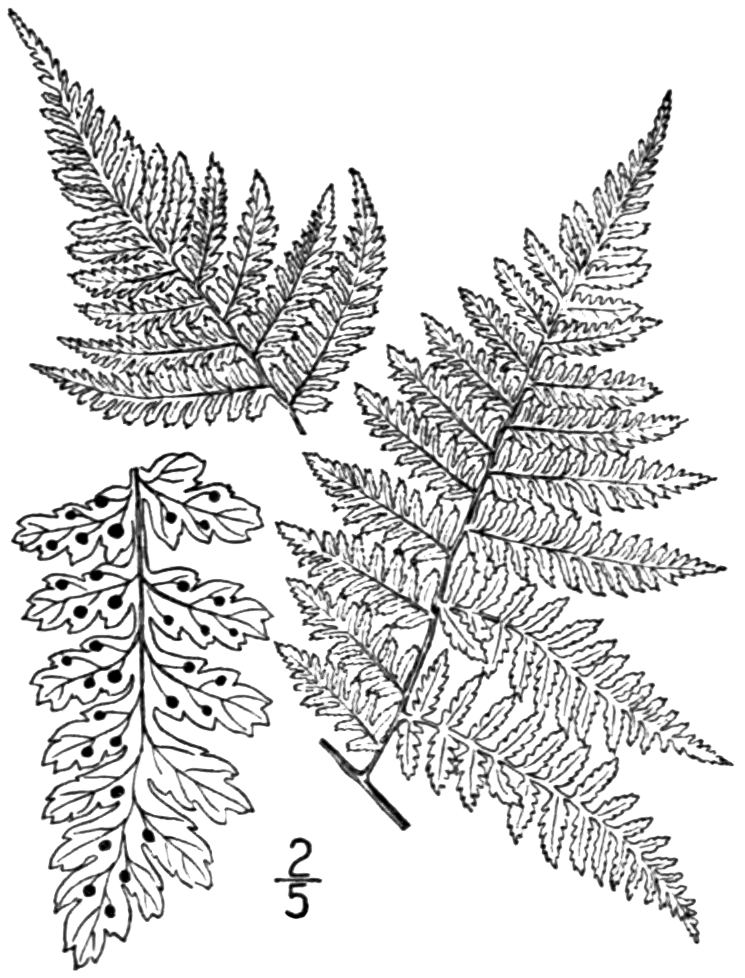
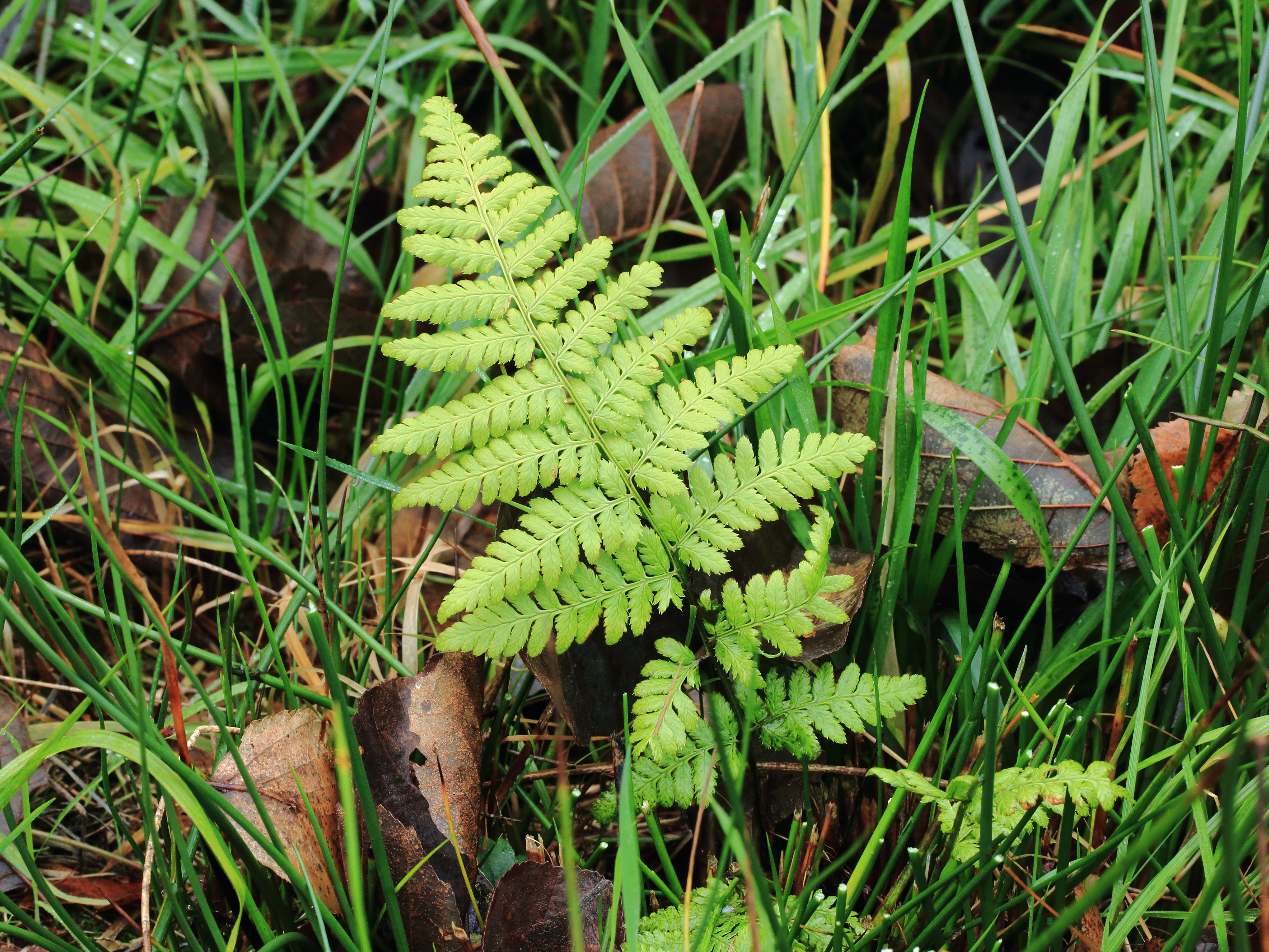
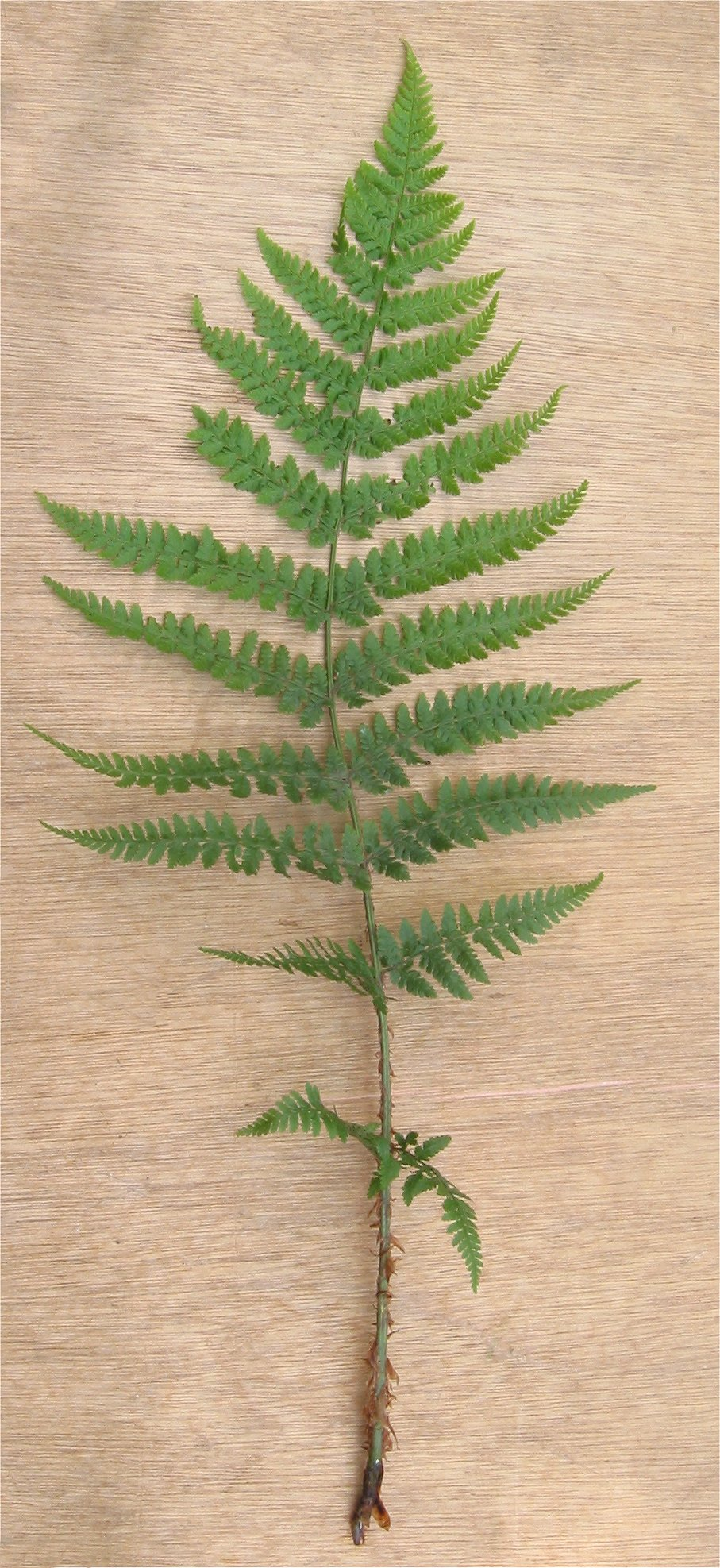
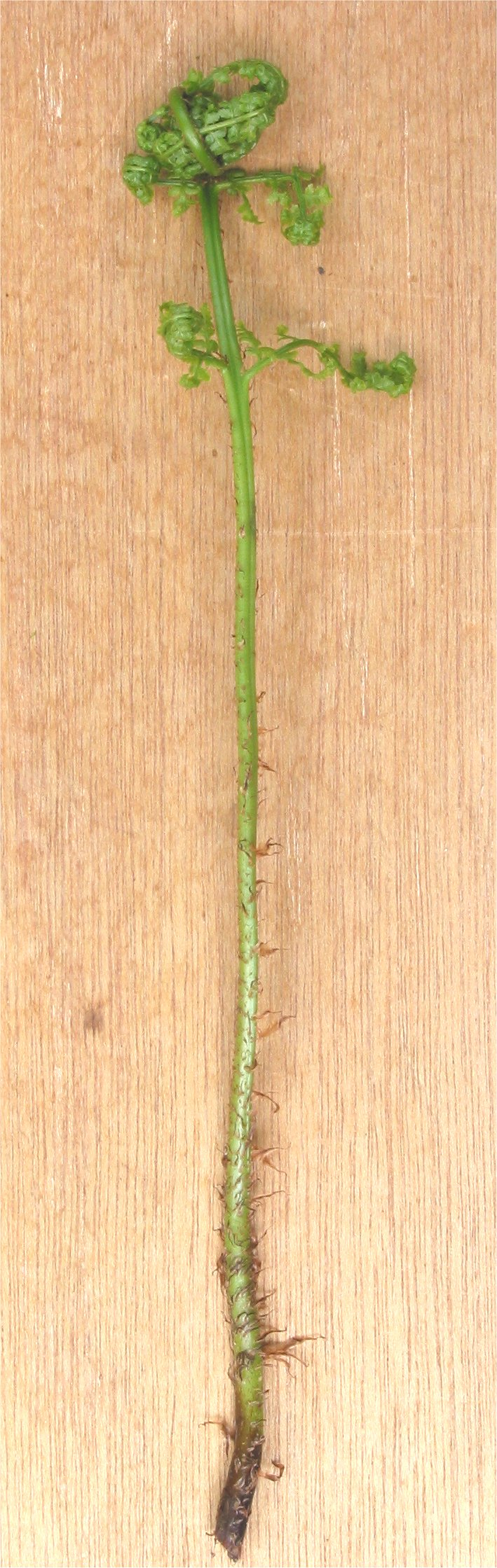